# Protoplanetarni disk
Protoplanetarni disk je disk gasa i prašine koji okružuje većinu mladih zvezda. U protoplanetarnom disku odigravaju se procesi koji mogu dovesti i dovode do formiranja planeta po čemu je disk i dobio ime. Iako je postojanje protoplanetarnog diska teorijski predloženo nebularnom hipotezom još od strane Imanuela Kanta u 18. veku, protoplanetarni disk je prvi put posmatrao Robert o Del tek 1994. pomoću teleskopa Habl.

## Formiranje diska
Protoplanetarni diska nastaje zajedno sa zvezdom sažimanjem iz oblaka gasa i prašine u čijem sastavu dominira molekulski vodonik. Deo oblaka prilikom fluktuacije najčešće izazvane nekim spoljašnjim uticajem kao što je, na primer, eksplozija supernove, dostiže kritičnu gustinu nakon koje počinje sažimanje oblaka pod dejstvom sopstvene gravitacije. U centru oblaka u području najveće gustine nastaje protozvezda, preteča buduće zvezde koja se zagreva Kelvin-Helmholcovim mehanizmom kao posledicom sažimanja. Sažimanjem oblak gasa i prašine smanjuje svoj poluprečnik za nekoliko redova veličine.
Oblak gasa pre početka sažimanja najčešće ima nenulti moment impulsa. Oblak sa okolinom intereaguje putem zračenja, koje ne utiče značajno na promenu momenta impulsa, tj. oblak je mehanički izolovan sistem i moment impulska oblaka se održava. Kako je moment impulsa pojedinačne čestice ili molekula srazmeran udaljenosti od ose rotacije i ugaonoj brzini čestice, prilikom kolapsa u kome se sve čestice približe centru oblaka za nekoliko redova veličina, njihova ugaona brzina rotacije se povećava nekoliko redova veličina, tj. oblak počinje da rotira čak i sa malim nenultim momentom impulsa na početku sažimanja.
Kako oblak počinje da rotira, tako se u njemu stvara preferentna ravan za kretanje čestica - ravan koja prolazi kroz centar oblaka i normalna je na pravac vektora ukupnog momenta impulsa oblaka. U samom početku u ravnima paralelnoj ovoj se kretao nešto veči broj čestica u srednjem po definiciji ukupnog momenta impulsa. Pri sažimanju sve paralelne ravni skupljaju se u jednu koja prolazi kroz centar oblaka. Čestice koje su se kretale u neparalelnim ravnima moraju tokom svog kretanja proći kroz preferentnu ravan u kojoj je sad nešto veća srednja gustina čestica. Prilikom ovog prolaska bivaju privučene česticama iz ravni gravitaciono i ispravljaju svoju orbitu sve bliže ka preferentoj ravni. Čestice počinju da se gomilaiju u ovoj ravni i njihova rotacija je ograničena na nju. Kako sažimanje napreduje to je grupisanje čestica u ravan sve veće i ugaona brzina rotacija ovako dobijenog diska se povećava. Formiran je protoplanetarni disk koji okružuje protozvezdu i kasnije mladu zvezdu kada u zvezdi započnu fuzione reakcije. Oko 1 procenat materije u disku čine čestice prašine, a ostatak je gas, pretežno vodonik i helijum u odnosu sličnom kao u zvezdi u centru diska.
Proces grupisanja čestica u ravan normalnu na ukupni moment impulsa izražen je u centralnim delovima oblaka veće gustine i ugaone brzine. Spoljašnji delovi oblaka čija je gustina manja, pa time i interakcija, se ne grupišu brzo u preferentnu ravan i često imaju oblik elipsoda istanjenog usled delimičnog grupisanja. Primer ovog dela zvezdanih sistema jeste Ortov oblak u Sunčevom sistemu.
Formiranje protoplanetarnog diska i protozvezde iz oblaka molekulskog vodonika jeste proces sa vremenskom skalom koja se meri stotinama hiljada godina.

## Formiranje planeta
Pretpostavlja se da protoplanetarni disk sadrži oko jedan procenat početne materije oblaka, dok se ostatak materije sažme u zvezdu. Pre nego što u protozvezdi započne termonuklearna fuzija, u protoplanetarnom disku u kome je gustina čestica sažimanjem postala značajna otpočinje proces akrecije, tj. grupisanja čestica i molekula i veće agregate. Agregacija čestica u početku se odvija pod dejstvom elektrostatičkih međumolekulskih sila prilikom slučajnog sudara čestica i molekula. Prvi deo procesa akrecije u kome akrecijom diriguju sudari jeste najsporiji. Kada se sudarima postigne dovoljna koncentracija i veličina objekata u pojedinim delovima diska, gravitacija između agregata postaje dominanta akreciona sila. Drugi deo akrecionog procesa, u kome je gravitacija najvažnija sila, znatno je brži. Akrecijom nastaju objekti veličine kometa ili malih planeta koji svojom gravitacijom dovode do segmentacije protoplanetarnog diska i daljeg grupisanja.
Sudbina protoplanetarnog diska zavisi od tipa zvezde koja se stvori u njegovom središtu i od trenutka započinjanja termonuklearnih rakcij u zvezdi. Pre nego što u zvezdi započnu termonuklearne reakcije, akrecija u disku se neometano obavlja. Kada nuklearne rekacije počnu, tj. zvezda se rodi, zvezda počinje da emituje zračenje i zvezdani vetar koji svojim pritiskom mogu da "oduvaju" molekule gasa iz akrecionog diska i tako značajno smanje njegovu masu i zaustave proces akrecije usled nedostatka materijala za agregaciju. Što je zvezda veća i luminoznija, pritisak njenog vetra i zračenja je veći, a time i potencijal za zaustavljanje akrecije. Moguće je da zvezda na ovaj način zaustavi akreciju u delovima diska bližim zvezdi, a da se akrecija nastavi u spoljašnjim delovima diska.
Kada objekti koji nastanu u akrecionom disku dostignu prečnik od najmanje nekoliko kilometara, zovu se protoplanete. Protoplanete daljom agregacijom mogu stvoriti planete ukoliko ne dođe do zaustavljanja akrecionog procesa pri početku nuklearnih reakcija u zvezdi.
Od udaljenosti planete od zvezde prilikom njenog nastanka i uslova na zvezdi u trenutku nastanka zavisi da li će se stvoriti planeta Jupiterovog tipa (gasoviti džin) ili Zemljinog tipa. Planete koje su nastale previše blizu matičnoj zvezdi često nemaju dovoljno gasa za stvaranje debele atmosfere posle početka termonuklearnih reakcija na zvezdi. Akrecija u daljim delovima diska zbog manje gustine materijala često ne dovodi do formiranja planeta, već manjih objekata. 

## Otkriće protoplanetarnih diskova
Nastanak Sunčevog sistema iz protoplanetarnog diska prvi je predložio nemački filozof Imanuel Kant u 18. veku u okviru svoje nebularne hipoteze koja je uz izmene i danas osnovna hipoteza za objašnjenje nastanka planetarnih sistema.
Direktno posmatranje protoplanetarnih diskova dugo nije zabeleženo niti je bilo moguće zbog prirode njihovog zračenja i dužine života diska. Protoplanetarni diskovi su objekti koji postoje oko zvezda koje još nisu nastale ili oko jako mladih zvezda i dužina njihovog života je reda veličine nekoliko miliona godina, što ih čini mnogo ređom pojavom od zvezda, tj. prosečna zvezda nema oko sebe protoplanetarni disk. Još veće ograničenje predstavlja spektar zračenja diska. Protoplanetarni diskovi su hladni objekti koji zrače isključivo u infracrvenom i radio delu spektra. Protoplanetarni diskovi ne postoje oko najsjajnijih zvezda oko kojih bi isti bili topliji i zbog toga bi ih bilo najlakše uočiti zbog njihove velike luminoznosti.
Čak i nakon otkrića infracrvenog zračenja i konstrukcije prvih infracrvenih teleskopa, detektovanje protoplanetrnih diskova sa zemlje otežano je usled jake apsorpcije atmosfere u ovom delu spektra. Tek orbitalni infracrveni teleskopi imali su šanse za pronalaženje protoplanetarnih diskova. Prva o detekcija protoplanetarnih diskova dogodila se 1994. pomoću teleskopa Habl od strane Roberta o Dela i njegovih kolega sa univerziteta Rajs. Prvi protoplanetarni diskovi detektovani su u Orinovoj maglnini, dobro poznatoj astronomima kao mesto sa mladim zvezdama i zvezdama u nastanku. Iste godine posmatranja su potvrdili da između 70 i 80 procenata mladih zvezda iz Orinove magline pokazuje znakove postojanja pratećih protoplanetarnih diskova. Za utvrđivanje da je većina mladih zvezda okružena protoplanetarnim diskovima značajnu ulogu je imala i infracrvena svemirska opservatorija (ISO) kojom su vršena posmatranja od 1996. do 1998.

## Literatura
- Vukićević-Karabin, Mirjana; Atanacković Olga (2010). Opšta astrofizika. Zavod za udžbenike i nastavna sredstva. стр. 178—183. ISBN 978-86-17-16947-1.